# Dictyophorus cuisinieri
Dictyophorus cuisinieri is een rechtvleugelig insect uit de familie Pyrgomorphidae. De wetenschappelijke naam van deze soort is voor het eerst geldig gepubliceerd in 1916 door Carl.